# Acropyga mesonotalis
Acropyga mesonotalis é uma espécie de formiga do gênero Acropyga, pertencente à subfamília Formicinae.